# Ліксуріон
Ліксуріон  ( грец. Ληξούριον  ) - містечко на острові Кефалінія в Греції. Другий за величиною населений пункт після 
адміністративного центру острова Аргостоліона. Адміністративний центр однойменного діма у периферійній одиниці Кефалінія у периферії Іонічні острови. Населення 3752 жителів за переписом 2011 .